# Кантън (Охайо)
Вижте пояснителната страница за други значения на Кантън.
Кантън (на английски: Canton) е град в Охайо, Съединени американски щати, административен център на окръг Старк. Разположен е на река Нимишилън Крийк. Основан е през 1805 и е наречен на китайския град Кантон. Населението му е 70 909 души (по приблизителна оценка от 2017 г.).
В Кантън е роден музикантът Мерилин Менсън (р. 1969).

## Побратимени градове
- Акра, Израел